# Richard Payne Knight

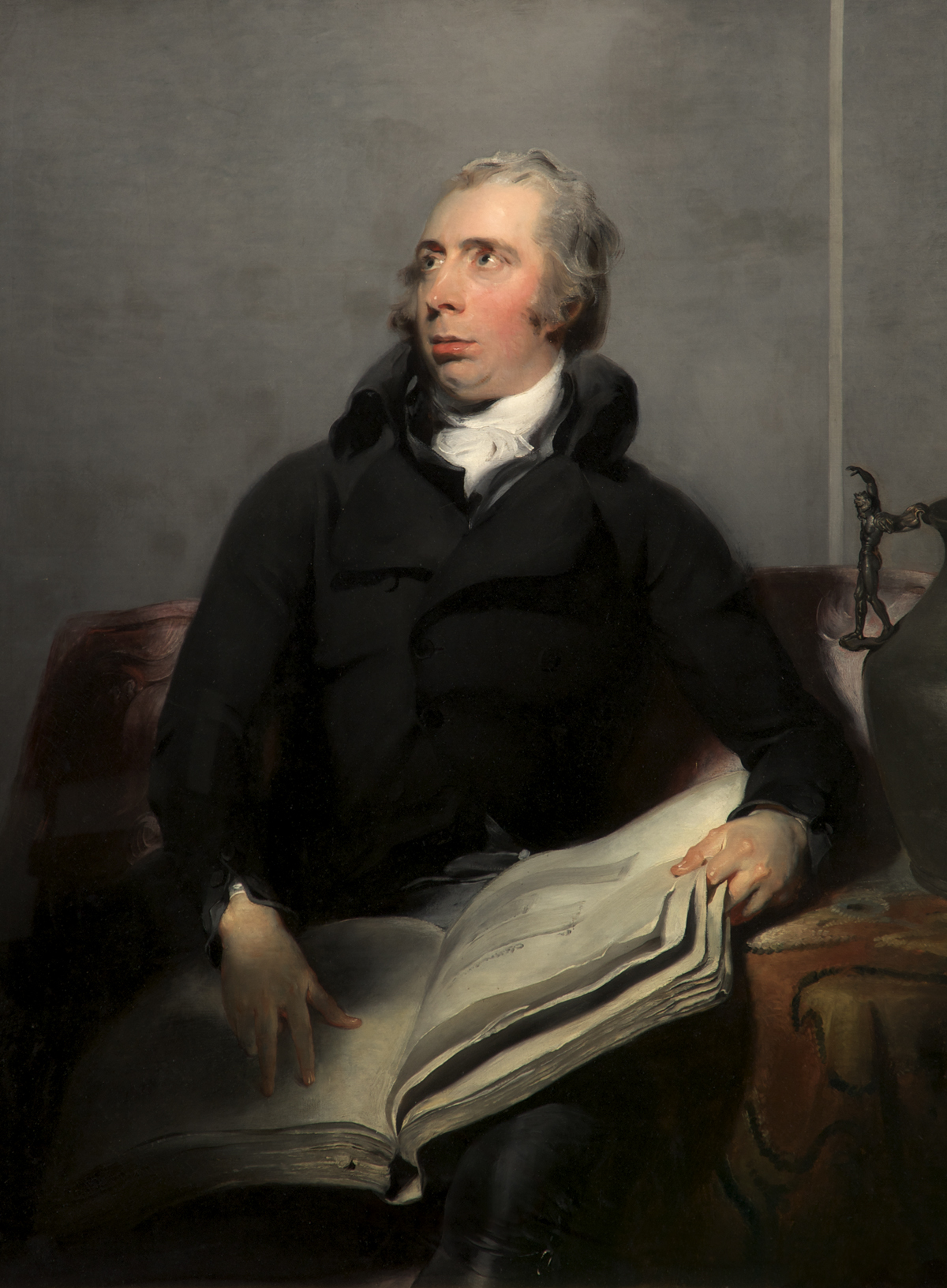
Porträt Richard Payne Knights von Thomas Lawrence (etwa 1793/1794)

Richard Payne Knight (* 15. Februar 1750 in Wormesley Grange. Herefordshire, England; † 23. April 1824 in London, England) war ein britischer Kunstkenner, Sammler und Amateurarchäologe (Mitglied der Society of Dilettanti).

## Leben
Sein Großvater war durch den Aufstieg der Eisenindustrie in Shropshire reich geworden war. Der Vater von Richard Payne Knight war ein Geistlicher. Er war ein kränkliches Kind und wurde nie auf die Universität geschickt. Ab 1767 unternahm er mehrere Italienreisen.
Richard Payne Knight ist aufgrund seiner archäologischen und ästhetischen Schriften bekannt geworden. Nikolaus Pevsner, Kunsthistoriker und profunder Kenner auf dem Gebiet der Architekturgeschichte, widmete ihm in seinem Buch Architektur und Design sogar ein eigenes Kapitel.
Siehe auch: Picturesque

## Werke
- An analytical Essay on the Greek Alphabet. Printed by J. Nichols for P. Elmsly, London 1791.
- Prolegomena ad Homerum. Sive de carminum Homericorum origine, auctore et aetate itemque de priscae linguae progressu et praecoci maturitate. Praefatus est Friedrich Ernst Ruhkopf. Hahn, Leipzig 1816, Digitalisat.